# Gonomyia (Leiponeura) conjugens
Gonomyia (Leiponeura) conjugens is een tweevleugelige uit de familie steltmuggen (Limoniidae). De soort komt voor in het Oriëntaals gebied.